# Sancho Abarca de Herrera Nunez de Guzman y Lana
   Sancho Abarca de Herrera Nunez de Guzman y Lana  Ou D. Sancho Abarca de Herrera Núñez de Guzmán y Luna (Jaca, Espanha — ?) foi cavaleiro nobre do reino de Aragão e mordomo de D. João de Áustria em 1677. Foi Barão de Garcipollera e Barão de Navarra. O rei D. Carlos II de Espanha concedeu-lhe o título de Conde da Rosa com data de 13 de Fevereiro de 1680. Foi também capitão das companhias dos guardas a pé e a cavalo dos exércitos do reino de Aragão em 1677.
Foi igualmente um escritor famoso em Espanha, tendo deixado vários escritos.